# S:t Gabriel Syrisk Ortodoxa kyrkan, Norrköping
Syrisk ortodoxa församlingen S:t Gabriel i Norrköping är en ideell förening. Kyrkan grundades år 1979 och har ungefär 500 familjer som medlemmar samt är en av fyra syrisk ortodoxa församlingar i Norrköping. Dessutom är S:t Gabriel en av de äldsta syrisk ortodoxa församlingarna i Sverige.